# Stephanie

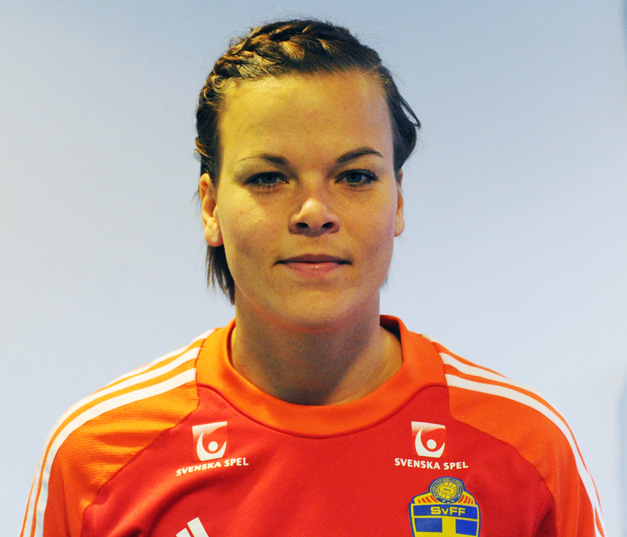
Stéphanie Öhrström, 2013.

Stephanie, eller Stefanie, är ett kvinnonamn som kommer från det bibliska namnet Stephanos som betyder "Den krönte".
I den finlandssvenska namnsdagslängden har Stephanie namnsdag 26 december sedan 2020.

## Kända personer med namnet
- Stephanie Beacham, brittisk skådespelare
- Stephanie Beckert, tysk idrottare
- Stephanie Birkitt, amerikansk tv-personlighet
- Stephanie Brown Trafton, amerikansk friidrottare
- Stephanie Cox, amerikansk fotbollsspelare
- Stephanie D. Wilson, amerikansk astronaut
- Stephanie de Lampron, drottning av Cypern
- Stephanie Durst, amerikansk friidrottare
- Stephanie Edwards, amerikansk R&B-sångerska
- Stephanie Graf, österrikisk före detta friidrottare
- Stefanie Hamilton, svensk grevinna och hovfunktionär
- Stephanie Herseth Sandlin, amerikansk demokratisk politiker
- Steph Houghton, engelsk fotbollsspelare
- Stefanie Joosten, nederländsk fotomodell och skådespelare
- Stephanie Kwolek, amerikansk kemist
- Stephanie Labbé, kanadensisk fotbollsspelare
- Stephenie Meyer, amerikansk författare
- Stephanie Nesbitt, amerikansk konstsimmare
- Stephanie Parker, walesisk skådespelerska
- Stephanie Pratt, amerikansk skådespelerska och tv-personlighet
- Stephanie Rice, australisk simmare och världsrekordhållare i medley
- Stephanie Savage, kanadensisk producent och manusförfattare
- Stephanie Seymour, amerikansk fotomodell
- Stephanie Storp, tysk före detta friidrottare i kulstötning
- Stephanie Sunna Hockett, isländsk fotomodell och skådespelerska
- Stephanie Swift, amerikansk porrskådespelare
- Stephanie Tubbs Jones, amerikansk demokratisk politiker
- Stéphanie Öhrström, svensk fotbollsmålvakt

### Kungliga personer
- Stephanie av Hohenzollern-Sigmaringen, drottning av Portugal
- Stéphanie de Beauharnais, fransk prinsessa
- Stephanie av Belgien, kronprinsessa av Österrike
- Stéphanie av Monaco, sångare, fotomodell, mode- och kläddesigner samt cirkusartist

### Fiktiva personer
- Stephanie Forrester, en av huvudkaraktärerna i TV-serien Glamour
- Stephanie Brown, fiktiv tonårstjej i DC Comics serieuniversum
- Stephanie Plum, huvudrollsinnehavare ur bokserie med samma namn av Janet Evanovich

## Kända personer med mellan- eller efternamnet
- Christopherus Stephani Bellinus, svensk präst och riksdagsledamot
- Johann Gottlieb Stephanie, österrikisk skådespelare, dramatiker och librettist
- Nicolaus Stephani, svensk biskop
- Olaus Stephani Bellinus, svensk biskop
- Sarah Stephanie, österrikisk sångare